# Ácido bongcréquico
O ácido bongcréquico (também conhecido como ácido bongkrékico, ácido bongkréquico ou ainda flavotoxina A) é uma toxina respiratória produzida em um coqueiro fermentado contaminado pela bactéria Burkholderia gladioli pathovar cocovenenans. Foi implicado em mortes resultantes da ingestão de produtos à base de coco, conhecidos como tempe bongkrèk, que é proibido na Indonésia. Também foi responsável por 75 mortes e mais de 200 hospitalizações devido a cerveja contaminada em um funeral em Moçambique.
É altamente tóxico porque o composto inibe a ADP/ATP translocase, também chamada transportadora mitocondrial ADP/ATP, impedindo que o ATP saia das mitocôndrias para fornecer energia metabólica ao restante da célula. A estrutura do ácido bongcréquico ligado à ADP/ATP translocase foi resolvida em 2019, demonstrando que se liga ao local de ligação do substrato, impedindo a ligação do ATP na matriz mitocondrial.